# Nikolaï Vladimirovitch Nekrassov
Pour les articles homonymes, voir Nekrassov.
Nikolaï Vladimirovitch Nekrassov (18 décembre 1900 - 4 octobre 1938) est un journaliste, critique littéraire et espérantiste russe.

## Biographie
Nikolaï Nekrassov nait le 18 décembre 1900 à Moscou. Il apprend l’espéranto en 1915. De 1918 à 1919, il préside la Tutruslanda Ligo de junaj Esperantistoj (« Ligue russe des jeunes Espérantistes ») et rédige et édite la Juna Mondo. En 1922, il cofonde la revue La Nova Epoko (eo) et en est un des rédacteurs jusqu’en 1930. Il est exécuté le 4 octobre 1938 par le régime stalinien, qui traquait les espérantistes.